# Saison 1983-1984 de la LHOu
Saison précédente Saison suivante
La saison 1983-1984 est la 18e saison de hockey sur glace de la Ligue de hockey de l'Ouest. Les Oilers de Kamloops remporte la Coupe du Président en battant en finale les Pats de Regina. 

## Saison régulière
Avant le début de la saison, les Islanders de Nanaimo sont relocalisés vers New Westminster en Colombie-Britannique et reprennent le nom d'une ancienne franchise de la LHOu, soit les Bruins de New Westminster. 

### Classement
| Division Est             | PJ | V  | D  | N | Pts | BP  | BC  |
| ------------------------ | -- | -- | -- | - | --- | --- | --- |
| Pats de Regina           | 72 | 48 | 23 | 1 | 97  | 426 | 284 |
| Tigers de Medicine Hat   | 72 | 45 | 26 | 1 | 91  | 404 | 288 |
| Wheat Kings de Brandon   | 72 | 44 | 26 | 2 | 90  | 463 | 346 |
| Broncos de Lethbridge    | 72 | 44 | 28 | 0 | 88  | 271 | 256 |
| Raiders de Prince Albert | 72 | 41 | 29 | 2 | 84  | 411 | 357 |
| Wranglers de Calgary     | 72 | 36 | 36 | 0 | 72  | 353 | 345 |
| Blades de Saskatoon      | 72 | 36 | 36 | 0 | 72  | 347 | 350 |
| Warriors de Winnipeg     | 72 | 9  | 63 | 0 | 18  | 239 | 580 |

| Division Ouest            | PJ | V  | D  | N | Pts | BP  | BC  |
| ------------------------- | -- | -- | -- | - | --- | --- | --- |
| Oilers de Kamloops        | 72 | 50 | 22 | 0 | 100 | 467 | 332 |
| Bruins de New Westminster | 72 | 34 | 36 | 2 | 70  | 304 | 348 |
| Winter Hawks de Portland  | 72 | 33 | 39 | 0 | 66  | 430 | 449 |
| Breakers de Seattle       | 72 | 32 | 39 | 1 | 65  | 350 | 379 |
| Cougars de Victoria       | 72 | 32 | 40 | 0 | 64  | 340 | 338 |
| Wings de Kelowna          | 72 | 15 | 56 | 1 | 31  | 295 | 448 |

### Meilleurs pointeurs
| Joueur        | Équipe          | PJ | B   | A   | Pts | Pun |
| ------------- | --------------- | -- | --- | --- | --- | --- |
| Ray Ferraro   | Brandon         | 72 | 108 | 84  | 192 | 84  |
| Dan Hodgson   | Prince Albert   | 66 | 62  | 119 | 181 | 65  |
| Dale Derkatch | Regina          | 62 | 72  | 87  | 159 | 92  |
| Taylor Hall   | Regina          | 69 | 63  | 79  | 142 | 42  |
| Cam Plante    | Brandon         | 72 | 22  | 118 | 140 | 96  |
| Dean Evason   | Kamloops        | 57 | 49  | 88  | 137 | 89  |
| Cliff Ronning | New Westminster | 71 | 69  | 67  | 136 | 10  |
| Mark Lamb     | Medicine Hat    | 72 | 59  | 77  | 136 | 30  |
| Fabian Joseph | Victoria        | 72 | 52  | 75  | 127 | 27  |
| Dave Pasin    | Prince Albert   | 71 | 68  | 54  | 122 | 68  |

## Séries éliminatoires
Nota: Une rencontre pour départager le détenteur de la sixième position dans la division Est fut effectué entre les Wranglers de Calgary et les Blades de Saskatoon. Calgary remporta cette rencontre en prolongation par la marque de huit à sept.
Une première ronde fut effectuée pour les équipes de l'Est alors que les équipes de l'Ouest obtinrent un laissé-passé pour les Quarts de finale. Puis les gagnants de l'Est s'affrontèrent lors d'une ronde de qualification appelé « Round-Robin» où l'équipe victorieuse accéda directement à la finale de division.
- Première ronde:
- Les Tigers de Medicine Hat remportent leur série face aux Raiders de Prince Albert par la marque de 4 à 1.
- Les Pats de Regina remportent leur série face aux Wranglers de Calgary par la marque de 4 à 0.
- Les Wheat Kings de Brandon remportent leur série face aux Broncos de Lethbridge par la marque de 4 à 1.

| Équipe                 | V | D | Résultat                     |
| ---------------------- | - | - | ---------------------------- |
| Tigers de Medicine Hat | 4 | 0 | Avance en Finale de division |
| Pats de Regina         | 2 | 2 | Joue en Quart de finale      |
| Wheat Kings de Brandon | 0 | 4 | Joue en Quart de finale      |

|  | Quarts de finale          | Quarts de finale         |                    |   | Demi-finales | Demi-finales |  |  | Finale | Finale |
|  | Quarts de finale          | Quarts de finale         |                    |   | Demi-finales | Demi-finales |  |  | Finale | Finale |
|  |                           |                          |                    |   |              |              |  |  |        |        |
|  |                           |                          |                    |   |              |              |  |  |        |        |
|  |                           |                          |                    |   |              |              |  |  |        |        |
|  | Tigers de Medicine Hat    |                          |                    |   |              |              |  |  |        |        |
|  |                           |                          |                    |   |              |              |  |  |        |        |
|  | Laissé-passé              |                          |                    |   |              |              |  |  |        |        |
|  | Tigers de Medicine Hat    | 3                        |                    |   |              |              |  |  |        |        |
|  | Tigers de Medicine Hat    | 3                        |                    |   |              |              |  |  |        |        |
|  |                           | Pats de Regina           | 4                  |   |              |              |  |  |        |        |
|  | Pats de Regina            | Pats de Regina           | 4                  | 2 |              |              |  |  |        |        |
|  | Pats de Regina            |                          |                    | 2 |              |              |  |  |        |        |
|  | Wheat Kings de Brandon    | 1                        |                    |   |              |              |  |  |        |        |
|  | Wheat Kings de Brandon    | 1                        | Pats de Regina     | 3 |              |              |  |  |        |        |
|  |                           |                          | Pats de Regina     | 3 |              |              |  |  |        |        |
|  |                           | Oilers de Kamloops       | 4                  |   |              |              |  |  |        |        |
|  | Oilers de Kamloops        | Oilers de Kamloops       | 4                  | 5 |              |              |  |  |        |        |
|  | Oilers de Kamloops        |                          |                    | 5 |              |              |  |  |        |        |
|  | Breakers de Seattle       | 0                        |                    |   |              |              |  |  |        |        |
|  | Breakers de Seattle       | 0                        | Oilers de Kamloops | 5 |              |              |  |  |        |        |
|  |                           |                          | Oilers de Kamloops | 5 |              |              |  |  |        |        |
|  |                           | Winter Hawks de Portland | 0                  |   |              |              |  |  |        |        |
|  | Winter Hawks de Portland  | Winter Hawks de Portland | 0                  | 5 |              |              |  |  |        |        |
|  | Winter Hawks de Portland  |                          |                    | 5 |              |              |  |  |        |        |
|  | Bruins de New Westminster | 4                        |                    |   |              |              |  |  |        |        |
|  | Bruins de New Westminster | 4                        |                    |   |              |              |  |  |        |        |

## Honneurs et trophées
- Trophée Scotty-Munro, remis au champion de la saison régulière : Oilers de Kamloops.
- Trophée du Joueur le plus utile (MVP), remis au meilleur joueur : Ray Ferraro, Wheat Kings de Brandon.
- Trophée Daryl-K.-(Doc)-Seaman, remis au meilleur joueur étudiant : Ken Baumgartner, Raiders de Prince Albert.
- Trophée Bob-Clarke, remis au meilleur pointeur : Ray Ferraro, Wheat Kings de Brandon.
- Trophée du meilleur esprit sportif: Mark Lamb, Tigers de Medicine Hat.
- Trophée commémoratif Bill-Hunter, remis au meilleur défenseur : Bob Rouse, Broncos de Lethbridge.
- Trophée Jim-Piggott, remis à la meilleure recrue : Cliff Ronning, Bruins de New Westminster.
- Trophée Del-Wilson, remis au meilleur gardien : Ken Wregget, Broncos de Lethbridge.
- Trophée Dunc-McCallum, remis au meilleur entraîneur : Terry Simpson, Raiders de Prince Albert.